# Josimura Daisiró
Josimura Daisiró (São Paulo, 1947. augusztus 16. – 2003. november 1.) japán válogatott labdarúgó.

## Nemzeti válogatott
A japán válogatottban 46 mérkőzést játszott, melyeken 7 gólt szerzett.

## Statisztika
| Japán válogatott | Japán válogatott | Japán válogatott |
| Időszak          | Mérk.            | gól              |
| ---------------- | ---------------- | ---------------- |
| 1970             | 4                | 1                |
| 1971             | 6                | 2                |
| 1972             | 8                | 1                |
| 1973             | 3                | 0                |
| 1974             | 7                | 2                |
| 1975             | 6                | 1                |
| 1976             | 12               | 0                |
| Összesen         | 46               | 7                |